# New Salem (Pensilvania)
New Salem es un borough ubicado en el condado de York, Pensilvania, Estados Unidos. Tiene una población estimada, a mediados de 2021, de 821 habitantes.

## Geografía
La localidad está ubicada en las coordenadas 39°54′13″N 76°47′29″O / 39.90361, -76.79139 (39.903697, -76.791318).

## Demografía
Según la Oficina del Censo, en 2000 los ingresos medios de los hogares de la localidad eran de $51,944 y los ingresos medios de las familias eran de $53,295. Los hombres tenían ingresos medios por $39,028 frente a los $22,321 que percibían las mujeres. Los ingresos per cápita para la localidad eran de $18,802. Alrededor del 3.7% de la población estaba por debajo del umbral de pobreza.
De acuerdo con la estimación 2016-2020 de la Oficina del Censo, los ingresos medios de los hogares de la localidad eran de $87,348 y los ingresos medios de las familias eran de $86,346. Alrededor del 3.9% de la población estaba por debajo del umbral de pobreza.